# 函南郵便局
函南郵便局（かんなみゆうびんきょく）は静岡県田方郡函南町にある郵便局。民営化前の分類では集配普通郵便局であった。

## 概要
住所：〒419-0199 静岡県田方郡函南町平井832-75
民営化直前の集配業務再編において、多くの集配普通郵便局は統括センターとなったが、当局は配達センターとされたため、民営化後も郵便事業株式会社の支店は併設されず、集配センターが併設された。

### 分室
分室はなし。過去に存在した分室は以下のとおり。
- 伊豆逓信病院内分室 - 1976年（昭和51年）に廃止された。

## 沿革
- 1936年（昭和11年）9月1日 - 開局。
- 1950年（昭和25年）5月1日 - 集配業務を開始[1]。
- 1952年（昭和27年）12月15日 - 伊豆逓信病院内分室を、函南村平井に設置。
- 1961年（昭和36年）12月 - 局舎落成。
- 1968年（昭和43年）4月13日 - 電話交換業務を沼津電報電話局に移管。
- 1972年（昭和47年）12月1日 - 仁田簡易郵便局の廃止に伴い、取扱事務を承継。
- 1976年（昭和51年）10月4日 - 函南町平井字神戸から、同町平井字子ノ神に局舎を新築、移転。同日、伊豆逓信病院内分室を廃止。
- 1982年（昭和57年）2月17日 - 和文電報配達業務を沼津電報電話局に移管。
- 1983年（昭和58年）9月1日 - 特定郵便局から普通郵便局に局種別改定。
- 1999年（平成11年） - 外国通貨の両替および旅行小切手の売買に関する業務取扱を開始。
- 2002年（平成14年）5月11日 - 函南畑毛簡易郵便局の一時閉鎖[2]に伴い、取扱事務を承継。
- 2007年（平成19年）10月1日 - 民営化に伴い、併設された郵便事業三島支店函南集配センターに一部業務を移管。
- 2012年（平成24年）10月1日 - 日本郵便株式会社発足に伴い、郵便事業三島支店函南集配センターを函南郵便局に統合。

## 取扱内容
- 郵便、印紙、ゆうパック、内容証明
- 貯金、為替、振替、振込、国際送金、国債、投資信託
- 生命保険、バイク自賠責保険、自動車保険
- 地方公共団体事務（函南町納税証明書、住民票の写し、印鑑登録証明書の交付）
- ゆうちょ銀行ATM
- 「419-01xx」区域（田方郡函南町（桑原の一部を除く））の集配業務
  - ただし、ゆうゆう窓口は設置されていない。書留郵便、配達記録郵便、本人限定受取郵便の配達は函南町全域について、隣の三島市にある三島郵便局の管轄となる。ゆうゆう窓口での書留郵便の受け取りや再配達の受付も三島郵便局で行う。

## 周辺
- 函南町役場
- NTT東日本伊豆病院
- 静岡県道11号熱海函南線（熱函道路）

## アクセス
- 伊豆箱根鉄道駿豆線 大場駅から東へ約2.1km（徒歩約25分）
- 伊豆箱根バス NTT伊豆病院前停留所、もしくは下平井停留所下車
- 駐車場あり：15台